# Etnedal
Etnedal és un municipi situat al comtat d'Innlandet, Noruega. Té 1.321 habitants (2016) i té una superfície de 459 km². El centre administratiu del municipi és el poble de Bruflat.
Etnedal limita a l'est amb el municipi de Nordre Land, al sud amb Sør-Aurdal, i a l'oest i al nord amb Nord-Aurdal. El municipi és part del districte tradicional de Valdres, situat entre Gudbrandsdal i Hallingdal. Valdres també inclou els municipis Nord-Aurdal, Sør-Aurdal, Øystre Slidre, Vestre Slidre, i Vang. El riu Etna flueix a través del municipi, continua cap a Nordre Land i desemboca al Randsfjorden.